# Marmarosz (kraina historyczna)
Marmarosz (także: Maramuresz; rum. Maramureș, węg. Máramaros, łac. Marmatia, ukr. Мармарощина translit. Marmaroszczyna) – kraina historyczna w północnej części Rumunii oraz w południowo-zachodniej Ukrainie, często traktowana jako część Siedmiogrodu. Leży wzdłuż rzeki Cisy. Składa się z okręgów: Marmarosz i Satu Mare (Rumunia), natomiast ukraińska część leży w obwodzie zakarpackim. Główne miasta regionu to Satu Mare, Baia Mare, Vișeu de Sus i Baia Sprie.
Marmarosz od starożytności był zasiedlany przez Celtów i Daków, a w średniowieczu przez ludy germańskie i słowiańskie.
Częścią Królestwa Węgier stał się od XI wieku. Słabo zaludnione terytorium często było pustoszone przez konflikty zbrojne, jak najazd Batu-chana w 1241 r. Miejscowa ludność początkowo korzystała ze znacznej autonomii, która jednak była stopniowo ograniczana.
W XIV wieku działania wojewodów marmaroskich Dragosza i Bogdana oraz drobnej szlachty rumuńskiej (wołoskich bojarów) doprowadziły do powstania po drugiej stronie Karpat niezależnego od Węgier Hospodarstwa Mołdawskiego. Sam Marmarosz pozostał jednak pod władzą węgierską jako komitat Máramaros.
W XVI wieku Królestwo Węgier zostało najechane przez Imperium Osmańskie, a obszar Marmaroszu znalazł się pod administracją półniezależnego Księstwa Siedmiogrodu. Pod koniec XVII wieku znalazł się pod administracją monarchii Habsburgów.
W latach 1867–1918 Marmarosz leżał w granicach węgierskiej części Austro-Węgier. Został utracony przez Węgry po I wojnie światowej na mocy traktatu w Trianon (choć faktyczną kontrolę Węgrzy utraciły już na przełomie 1918 i 1919 roku). Północna część przypadła Czechosłowacji, a południowa Rumunii. W 1939 Węgry odzyskały kontrolę nad częścią północną, a w 1940 nad południową, jednak ponownie utraciły region w 1944, tym razem na rzecz ZSRR i Rumunii.